# Golf na Igrzyskach Panamerykańskich 2015
Golf na Igrzyskach Panamerykańskich 2015 odbywał się w dniach 16–19 lipca 2015 roku w Angus Glen Golf Club w Markham. Sześćdziesięcioro troje zawodników obojga płci rywalizowało w trzech konkurencjach.

## Podsumowanie

### Klasyfikacja medalowa
| Klasyfikacja medalowa | Klasyfikacja medalowa | Klasyfikacja medalowa | Klasyfikacja medalowa | Klasyfikacja medalowa | Klasyfikacja medalowa |
| Miejsce               | państwo               | Złoto                 | Srebro                | Brąz                  | Razem                 |
| --------------------- | --------------------- | --------------------- | --------------------- | --------------------- | --------------------- |
| 1                     | Kolumbia              | 3                     | 0                     | 0                     | 3                     |
| 2                     | Stany Zjednoczone     | 0                     | 2                     | 0                     | 2                     |
| 3                     | Argentyna             | 0                     | 1                     | 1                     | 2                     |
| 4                     | Chile                 | 0                     | 0                     | 1                     | 1                     |
| =                     | Paragwaj              | 0                     | 0                     | 1                     | 1                     |
| Razem                 | Razem                 | 3                     | 3                     | 3                     | 9                     |

### Medaliści
| Konkurencja             | 1. miejsce                                                           | 2. miejsce                                                                  | 3. miejsce                                                                      |
| ----------------------- | -------------------------------------------------------------------- | --------------------------------------------------------------------------- | ------------------------------------------------------------------------------- |
| Mężczyźni indywidualnie | Marcelo Rozo                                                         | Tommy Cocha                                                                 | Felipe Aguilar                                                                  |
| Kobiety indywidualnie   | Mariajo Uribe                                                        | Andrea Lee                                                                  | Julieta Granada                                                                 |
| Drużyny mieszane        | Kolumbia · Mateo Gomez · Paola Moreno · Marcelo Rozo · Mariajo Uribe | Stany Zjednoczone · Kristen Gillman · Beau Hossler · Andrea Lee · Lee McCoy | Argentyna · Delfina Acosta · Manuela Carbajo Re · Tommy Cocha · Alejandro Tosti |